# Iglesia de Santa María (Santa Coloma de Queralt)
La iglesia parroquial de Santa Coloma es un inmueble del municipio español de Santa Coloma de Queralt, en la provincia de Tarragona.

## Descripción
La construcción de la iglesia parroquial actual, que estaría dedicada a Santa Coloma o Santa María, se remontaría a la primera mitad del siglo XIV. Aparece mencionada en el decimotercer volumen del Diccionario geográfico-estadístico-histórico de España y sus posesiones de Ultramar de Pascual Madoz, en la entrada correspondiente a Santa Coloma de Queralt, de la siguiente manera:

con su igl. parr. dedicada á Sta. Coloma, servida por un cura de primer ascenso, 2 vicarios y una comunidad de 18 plazas residenciales, que se eligen de los 29 beneficiados de esta igl.; de ella son anejas las de Figuerola, de Guialmons, y San Gallart.
(Madoz, 1849, p. 753)

Cuenta con el estatus de bien cultural de interés local.